# Șevcenka, Prîazovske
Șevcenka (în ucraineană Шевченка) este localitatea de reședință a comunei Șevcenka din raionul Prîazovske, regiunea Zaporijjea, Ucraina.

## Demografie
Componența lingvistică a localității Șevcenka
     Ucraineană (70,24%)
     Rusă (27,68%)
     Alte limbi (0,89%)
Conform recensământului din 2001, majoritatea populației localității Șevcenka era vorbitoare de ucraineană (70,24%), existând în minoritate și vorbitori de rusă (27,68%).